# Brandon Thomas
Walter Brandon Thomas (Mount Pleasant, 1848. december 24. – London, 1914. június 19.) angol színész, dramaturg, drámaíró.
Ismertségét elsősorban az 1892-ben először bemutatott Charley nénje című vígjátéknak köszönheti, amely gyorsan nagy nemzetközi sikert aratott.

## Élete
A színházi világgal nem érintkező családba született, fiatalon amatőr társulatokban szerepelt, hivatásos színészként 30 évesen, 1879 áprilisában debütált. A színészet mellett az írásnak szentelte magát: Elvtársak című vígjátékát 1882-ben állították színpadra. De a nagy sikert a Charley nénje hozta, amelyet színész barátjának, W.S. Penley-nek írt.
A darab minden angol nyelvű országban nagy sikert aratott. 1893-ban diadalmaskodott a Broadwayn, a következő évben pedig Franciaországban és Németországban adták elő, és később számos nyelvre lefordították. Olaszországban La zia di Carlo címen először Flavio Andò és Claudio Leigheb társulata mutatta be a milánói Teatro Manzoniban 1894. október 5-én.
Brandon Thomas írt más vígjátékokat is, de ezek nem arattak ugyanolyan sikert: Az aranyőrület (1889), A lancashire-i tengerész (1891), A házasság (1892), A kardforgató lánya (1895).
Bloomsburyben (London) halt meg.

## Fordítás
Ez a szócikk részben vagy egészben  a   Brandon Thomas (autore) című olasz Wikipédia-szócikk ezen változatának fordításán alapul.  Az eredeti cikk szerkesztőit annak laptörténete sorolja fel. Ez a jelzés csupán a megfogalmazás eredetét és a szerzői jogokat jelzi, nem szolgál a cikkben szereplő információk forrásmegjelöléseként.

## Bibliográfia
- JCT (John C. Trewin): Brandon Thomas, szócikk az Encyclopedia of Spectacle-ben, Róma, Unedi, 1975, XI. 897–898. o.